# Гемберг
Гемберг (нім. Hömberg) — громада в Німеччині, розташована в землі Рейнланд-Пфальц. Входить до складу району Рейн-Лан. Складова частина об'єднання громад Нассау.
Площа — 4,86 км2. Населення становить 332 ос. (станом на 31 грудня 2020).